# ATP World Tour 2010
ATP World Tour 2010 – sezon profesjonalnych męskich turniejów tenisowych organizowanych przez Association of Tennis Professionals w 2010 roku. ATP World Tour 2010 obejmuje turnieje wielkoszlemowe (organizowane przez International Tennis Federation), turnieje rangi ATP World Tour Masters 1000, ATP World Tour 500, ATP World Tour 250, zawody Pucharu Davisa (organizowane przez ITF) oraz ATP World Tour Finals.

## Klasyfikacja turniejów
| Wielki Szlem                |
| ATP World Tour Finals       |
| ATP World Tour Masters 1000 |
| ATP World Tour 500          |
| ATP World Tour 250          |

## Styczeń
| Data        | Turniej                                            | Zwycięzca                              | Wynik             | Finaliści                        | Półfinaliści                          | Ćwierćfinaliści                                              |
| ----------- | -------------------------------------------------- | -------------------------------------- | ----------------- | -------------------------------- | ------------------------------------- | ------------------------------------------------------------ |
| 3 stycznia  | Brisbane International Brisbane ATP World Tour 250 | Andy Roddick                           | 7:6(2), 7:6(7)    | Radek Štěpánek                   | Tomáš Berdych Gaël Monfils            | James Blake Wayne Odesnik Richard Gasquet Thomaz Bellucci    |
| 3 stycznia  | Brisbane International Brisbane ATP World Tour 250 | Jérémy Chardy Marc Gicquel             | 6:3, 7:6(5)       | Lukáš Dlouhý Leander Paes        | Tomáš Berdych Gaël Monfils            | James Blake Wayne Odesnik Richard Gasquet Thomaz Bellucci    |
| 4 stycznia  | Qatar ExxonMobil Open Doha ATP World Tour 250      | Nikołaj Dawydienko                     | 0:6, 7:6(8), 6:4  | Rafael Nadal                     | Roger Federer Viktor Troicki          | Łukasz Kubot Steve Darcis Ernests Gulbis Ivo Karlović        |
| 4 stycznia  | Qatar ExxonMobil Open Doha ATP World Tour 250      | Guillermo García-López Albert Montañés | 6:4, 7:5          | František Čermák Michal Mertiňák | Roger Federer Viktor Troicki          | Łukasz Kubot Steve Darcis Ernests Gulbis Ivo Karlović        |
| 4 stycznia  | Aircel Chennai Open Ćennaj ATP World Tour 250      | Marin Čilić                            | 7:6(2), 7:6(3)    | Stan Wawrinka                    | Dudi Sela Janko Tipsarević            | Michael Berrer Thiemo de Bakker Lukáš Lacko Santiago Giraldo |
| 4 stycznia  | Aircel Chennai Open Ćennaj ATP World Tour 250      | Marcel Granollers Santiago Ventura     | 7:5, 6:2          | Lu Yen-hsun Janko Tipsarević     | Dudi Sela Janko Tipsarević            | Michael Berrer Thiemo de Bakker Lukáš Lacko Santiago Giraldo |
| 11 stycznia | Heineken Open Auckland ATP World Tour 250          | John Isner                             | 6:3, 5:7, 7:6(2)  | Arnaud Clément                   | Albert Montañés Philipp Kohlschreiber | Tommy Robredo Michael Lammer Marc Gicquel Jürgen Melzer      |
| 11 stycznia | Heineken Open Auckland ATP World Tour 250          | Marcus Daniell Horia Tecău             | 7:5, 6:4          | Marcelo Melo Bruno Soares        | Albert Montañés Philipp Kohlschreiber | Tommy Robredo Michael Lammer Marc Gicquel Jürgen Melzer      |
| 11 stycznia | Medibank International Sydney ATP World Tour 250   | Markos Pagdatis                        | 6:4, 7:6(2)       | Richard Gasquet                  | Julien Benneteau Mardy Fish           | Potito Starace Leonardo Mayer Lleyton Hewitt Peter Luczak    |
| 11 stycznia | Medibank International Sydney ATP World Tour 250   | Nenad Zimonjić Daniel Nestor           | 6:3, 7:6(5)       | Ross Hutchins Jordan Kerr        | Julien Benneteau Mardy Fish           | Potito Starace Leonardo Mayer Lleyton Hewitt Peter Luczak    |
| 18 stycznia | Australian Open Melbourne Wielki Szlem             | Roger Federer                          | 6:3, 6:4, 7:6(11) | Andy Murray                      | Jo-Wilfried Tsonga Marin Čilić        | Andy Roddick Nikołaj Dawydienko Novak Đoković Rafael Nadal   |
| 18 stycznia | Australian Open Melbourne Wielki Szlem             | Bob Bryan Mike Bryan                   | 6:3, 6:7(5), 6:3  | Daniel Nestor Nenad Zimonjić     | Jo-Wilfried Tsonga Marin Čilić        | Andy Roddick Nikołaj Dawydienko Novak Đoković Rafael Nadal   |

## Luty
| Data      | Turniej                                                                                   | Zwycięzca                          | Wynik               | Finaliści                       | Półfinaliści                      | Ćwierćfinaliści                                                       |
| --------- | ----------------------------------------------------------------------------------------- | ---------------------------------- | ------------------- | ------------------------------- | --------------------------------- | --------------------------------------------------------------------- |
| 1 lutego  | SA Tennis Open Johannesburg ATP World Tour 250                                            | Feliciano López                    | 7:5, 6:1            | Stéphane Robert                 | Gaël Monfils David Ferrer         | Lu Yen-hsun Rajeev Ram Dustin Brown Somdev Devvarman                  |
| 1 lutego  | SA Tennis Open Johannesburg ATP World Tour 250                                            | Rohan Bopanna Aisam-ul-Haq Qureshi | 2:6, 6:3, 10–5      | Karol Beck Harel Lewi           | Gaël Monfils David Ferrer         | Lu Yen-hsun Rajeev Ram Dustin Brown Somdev Devvarman                  |
| 1 lutego  | PBZ Zagreb Indoors Zagrzeb ATP World Tour 250                                             | Marin Čilić                        | 6:4, 6:7(5), 6:3    | Michael Berrer                  | Jürgen Melzer Philipp Petzschner  | Ivo Karlović Illa Marczenko Viktor Troicki Lukáš Lacko                |
| 1 lutego  | PBZ Zagreb Indoors Zagrzeb ATP World Tour 250                                             | Jürgen Melzer Philipp Petzschner   | 3:6, 6:3, 10–8      | Arnaud Clément Olivier Rochus   | Jürgen Melzer Philipp Petzschner  | Ivo Karlović Illa Marczenko Viktor Troicki Lukáš Lacko                |
| 1 lutego  | Movistar Open Santiago ATP World Tour 250                                                 | Thomaz Bellucci                    | 6:2, 0:6, 6:4       | Juan Mónaco                     | Fernando González João Souza      | Marcel Granollers Eduardo Schwank Alberto Martín Peter Luczak         |
| 1 lutego  | Movistar Open Santiago ATP World Tour 250                                                 | Łukasz Kubot Oliver Marach         | 6:4, 6:0            | Potito Starace Horacio Zeballos | Fernando González João Souza      | Marcel Granollers Eduardo Schwank Alberto Martín Peter Luczak         |
| 8 lutego  | SAP Open San Jose ATP World Tour 250                                                      | Fernando Verdasco                  | 3:6, 6:4, 6:4       | Andy Roddick                    | Sam Querrey Denis Istomin         | Tomáš Berdych Michael Russell Philipp Kohlschreiber Ričardas Berankis |
| 8 lutego  | SAP Open San Jose ATP World Tour 250                                                      | Mardy Fish Sam Querrey             | 7:6(3), 7:5         | Benjamin Becker Leonardo Mayer  | Sam Querrey Denis Istomin         | Tomáš Berdych Michael Russell Philipp Kohlschreiber Ričardas Berankis |
| 8 lutego  | Brasil Open Costa do Sauípe ATP World Tour 250                                            | Juan Carlos Ferrero                | 6:1, 6:0            | Łukasz Kubot                    | Ricardo Mello Igor Andriejew      | Carlos Berlocq Thomaz Bellucci Pablo Cuevas Fabio Fognini             |
| 8 lutego  | Brasil Open Costa do Sauípe ATP World Tour 250                                            | Pablo Cuevas Marcel Granollers     | 7:5, 6:4            | Łukasz Kubot Oliver Marach      | Ricardo Mello Igor Andriejew      | Carlos Berlocq Thomaz Bellucci Pablo Cuevas Fabio Fognini             |
| 8 lutego  | ABN AMRO World Tennis Tournament Rotterdam ATP World Tour 500                             | Robin Söderling                    | 6:4, 2:0 krecz      | Michaił Jużny                   | Novak Đoković Nikołaj Dawydienko  | Florian Mayer Gaël Monfils Julien Benneteau Jürgen Melzer             |
| 8 lutego  | ABN AMRO World Tennis Tournament Rotterdam ATP World Tour 500                             | Daniel Nestor Nenad Zimonjić       | 6:4, 4:6, 10–7      | Simon Aspelin Paul Hanley       | Novak Đoković Nikołaj Dawydienko  | Florian Mayer Gaël Monfils Julien Benneteau Jürgen Melzer             |
| 15 lutego | Open 13 Marsylia ATP World Tour 250                                                       | Michaël Llodra                     | 6:3, 6:4            | Julien Benneteau                | Mischa Zverev Jo-Wilfried Tsonga  | Robin Söderling Guillaume Rufin Gaël Monfils Illa Marczenko           |
| 15 lutego | Open 13 Marsylia ATP World Tour 250                                                       | Julien Benneteau Michaël Llodra    | 6:4, 6:3            | Julian Knowle Robert Lindstedt  | Mischa Zverev Jo-Wilfried Tsonga  | Robin Söderling Guillaume Rufin Gaël Monfils Illa Marczenko           |
| 15 lutego | Copa Telmex Buenos Aires ATP World Tour 250                                               | Juan Carlos Ferrero                | 5:7, 6:4, 6:3       | David Ferrer                    | Albert Montañés Juan Mónaco       | Igor Andriejew David Nalbandian Horacio Zeballos Santiago Ventura     |
| 15 lutego | Copa Telmex Buenos Aires ATP World Tour 250                                               | Sebastián Prieto Horacio Zeballos  | 7:6(4), 6:3         | Simon Greul Peter Luczak        | Albert Montañés Juan Mónaco       | Igor Andriejew David Nalbandian Horacio Zeballos Santiago Ventura     |
| 15 lutego | Regions Morgan Keegan Championships and the Cellular South Cup Memphis ATP World Tour 500 | Sam Querrey                        | 6:7(3), 7:6(5), 6:3 | John Isner                      | Ernests Gulbis Philipp Petzschner | Andy Roddick Tomáš Berdych Ivo Karlović Lukáš Lacko                   |
| 15 lutego | Regions Morgan Keegan Championships and the Cellular South Cup Memphis ATP World Tour 500 | John Isner Sam Querrey             | 6:4, 6:4            | Ross Hutchins Jordan Kerr       | Ernests Gulbis Philipp Petzschner | Andy Roddick Tomáš Berdych Ivo Karlović Lukáš Lacko                   |
| 22 lutego | Dubai Tennis Championships Dubaj ATP World Tour 500                                       | Novak Đoković                      | 7:5, 5:7, 6:3       | Michaił Jużny                   | Jürgen Melzer Markos Pagdatis     | Marin Čilić Janko Tipsarević Michael Berrer Ivan Ljubičić             |
| 22 lutego | Dubai Tennis Championships Dubaj ATP World Tour 500                                       | Simon Aspelin Paul Hanley          | 6:2, 6:3            | Lukáš Dlouhý Leander Paes       | Jürgen Melzer Markos Pagdatis     | Marin Čilić Janko Tipsarević Michael Berrer Ivan Ljubičić             |
| 22 lutego | Abierto Mexicano TELCEL Acapulco ATP World Tour 500                                       | David Ferrer                       | 6:3, 3:6, 6:1       | Juan Carlos Ferrero             | Juan Mónaco Fernando González     | Fernando Verdasco Nicolás Almagro Pablo Cuevas Eduardo Schwank        |
| 22 lutego | Abierto Mexicano TELCEL Acapulco ATP World Tour 500                                       | Łukasz Kubot Oliver Marach         | 6:0, 6:0            | Fabio Fognini Potito Starace    | Juan Mónaco Fernando González     | Fernando Verdasco Nicolás Almagro Pablo Cuevas Eduardo Schwank        |
| 22 lutego | Delray Beach International Tennis Championships Delray Beach ATP World Tour 250           | Ernests Gulbis                     | 6:2, 6:3            | Ivo Karlović                    | Jarkko Nieminen Mardy Fish        | Leonardo Mayer Benjamin Becker Jérémy Chardy James Blake              |
| 22 lutego | Delray Beach International Tennis Championships Delray Beach ATP World Tour 250           | Bob Bryan Mike Bryan               | 6:3, 7:6(3)         | Philipp Marx Igor Zelenay       | Jarkko Nieminen Mardy Fish        | Leonardo Mayer Benjamin Becker Jérémy Chardy James Blake              |

## Marzec
| Data     | Turniej                                                   | Zwycięzcy                 | Wynik          | Finaliści                    | Półfinaliści                 | Ćwierćfinaliści                                                    |
| -------- | --------------------------------------------------------- | ------------------------- | -------------- | ---------------------------- | ---------------------------- | ------------------------------------------------------------------ |
| 8 marca  | BNP Paribas Open Indian Wells ATP World Tour Masters 1000 | Ivan Ljubičić             | 7:6(3), 7:6(5) | Andy Roddick                 | Robin Söderling Rafael Nadal | Tommy Robredo Andy Murray Tomáš Berdych Juan Mónaco                |
| 8 marca  | BNP Paribas Open Indian Wells ATP World Tour Masters 1000 | Marc López Rafael Nadal   | 7:6(8), 6:3    | Daniel Nestor Nenad Zimonjić | Robin Söderling Rafael Nadal | Tommy Robredo Andy Murray Tomáš Berdych Juan Mónaco                |
| 22 marca | Sony Ericsson Open Miami ATP World Tour Masters 1000      | Andy Roddick              | 7:5, 6:4       | Tomáš Berdych                | Robin Söderling Rafael Nadal | Fernando Verdasco Michaił Jużny Jo-Wilfried Tsonga Nicolás Almagro |
| 22 marca | Sony Ericsson Open Miami ATP World Tour Masters 1000      | Lukáš Dlouhý Leander Paes | 6:2, 7:5       | Mahesh Bhupathi Maks Mirny   | Robin Söderling Rafael Nadal | Fernando Verdasco Michaił Jużny Jo-Wilfried Tsonga Nicolás Almagro |

## Kwiecień
| Data        | Turniej                                                           | Zwycięzca                    | Wynik          | Finaliści                          | Półfinaliści                     | Ćwierćfinaliści                                                            |
| ----------- | ----------------------------------------------------------------- | ---------------------------- | -------------- | ---------------------------------- | -------------------------------- | -------------------------------------------------------------------------- |
| 5 kwietnia  | Grand Prix Hassan II Casablanca ATP World Tour 250                | Stan Wawrinka                | 6:2, 6:3       | Victor Hănescu                     | Potito Starace Florent Serra     | Reda El Amrani Łukasz Kubot Richard Gasquet Guillermo García-López         |
| 5 kwietnia  | Grand Prix Hassan II Casablanca ATP World Tour 250                | Robert Lindstedt Horia Tecău | 7:5, 6:4       | Rohan Bopanna Aisam-ul-Haq Qureshi | Potito Starace Florent Serra     | Reda El Amrani Łukasz Kubot Richard Gasquet Guillermo García-López         |
| 5 kwietnia  | US Men’s Clay Court Championships Houston ATP World Tour 250      | Juan Ignacio Chela           | 5:7, 6:4, 6:3  | Sam Querrey                        | Horacio Zeballos Wayne Odesnik   | Fernando González Lleyton Hewitt Nicolás Massú Xavier Malisse              |
| 5 kwietnia  | US Men’s Clay Court Championships Houston ATP World Tour 250      | Bob Bryan Mike Bryan         | 6:3, 7:5       | Stephen Huss Wesley Moodie         | Horacio Zeballos Wayne Odesnik   | Fernando González Lleyton Hewitt Nicolás Massú Xavier Malisse              |
| 12 kwietnia | Monte-Carlo Rolex Masters Monte Carlo ATP World Tour Masters 1000 | Rafael Nadal                 | 6:0, 6:1       | Fernando Verdasco                  | Novak Đoković David Ferrer       | David Nalbandian Albert Montañés Philipp Kohlschreiber Juan Carlos Ferrero |
| 12 kwietnia | Monte-Carlo Rolex Masters Monte Carlo ATP World Tour Masters 1000 | Daniel Nestor Nenad Zimonjić | 6:3, 2:0 krecz | Mahesh Bhupathi Maks Mirny         | Novak Đoković David Ferrer       | David Nalbandian Albert Montañés Philipp Kohlschreiber Juan Carlos Ferrero |
| 19 kwietnia | Barcelona Open Banco Sabadell Barcelona ATP World Tour 500        | Fernando Verdasco            | 6:3, 4:6, 6:3  | Robin Söderling                    | David Ferrer Thiemo de Bakker    | Thomaz Bellucci Ernests Gulbis Jo-Wilfried Tsonga Eduardo Schwank          |
| 19 kwietnia | Barcelona Open Banco Sabadell Barcelona ATP World Tour 500        | Daniel Nestor Nenad Zimonjić | 4:6, 6:3, 10–6 | Lleyton Hewitt Mark Knowles        | David Ferrer Thiemo de Bakker    | Thomaz Bellucci Ernests Gulbis Jo-Wilfried Tsonga Eduardo Schwank          |
| 26 kwietnia | Internazionali BNL d’Italia Rzym ATP World Tour Masters 1000      | Rafael Nadal                 | 7:5, 6:2       | David Ferrer                       | Ernests Gulbis Fernando Verdasco | Feliciano López Stan Wawrinka Jo-Wilfried Tsonga Novak Đoković             |
| 26 kwietnia | Internazionali BNL d’Italia Rzym ATP World Tour Masters 1000      | Bob Bryan Mike Bryan         | 6:2, 6:3       | John Isner Sam Querrey             | Ernests Gulbis Fernando Verdasco | Feliciano López Stan Wawrinka Jo-Wilfried Tsonga Novak Đoković             |

## Maj
| Data    | Turniej                                                        | Zwycięzcy                            | Wynik             | Finaliści                          | Półfinaliści                         | Ćwierćfinaliści                                               |
| ------- | -------------------------------------------------------------- | ------------------------------------ | ----------------- | ---------------------------------- | ------------------------------------ | ------------------------------------------------------------- |
| 3 maja  | BMW Open Monachium ATP World Tour 250                          | Michaił Jużny                        | 6:3, 4:6, 6:4     | Marin Čilić                        | Markos Pagdatis Philipp Petzschner   | Nicolás Almagro Philipp Kohlschreiber Tomáš Berdych Jan Hájek |
| 3 maja  | BMW Open Monachium ATP World Tour 250                          | Oliver Marach Santiago Ventura       | 5:7, 6:3, 16–14   | Eric Butorac Michael Kohlmann      | Markos Pagdatis Philipp Petzschner   | Nicolás Almagro Philipp Kohlschreiber Tomáš Berdych Jan Hájek |
| 3 maja  | Estoril Open Estoril ATP World Tour 250                        | Albert Montañés                      | 6:2, 6:7(4), 7:5  | Fred Gil                           | Roger Federer Guillermo García-López | Arnaud Clément Pablo Cuevas Alberto Martín Rui Machado        |
| 3 maja  | Estoril Open Estoril ATP World Tour 250                        | Marc López David Marrero             | 6:7(1), 6:4, 10–4 | Pablo Cuevas Marcel Granollers     | Roger Federer Guillermo García-López | Arnaud Clément Pablo Cuevas Alberto Martín Rui Machado        |
| 3 maja  | Serbia Open Belgrad ATP World Tour 250                         | Sam Querrey                          | 3:7, 7:6(4), 6:4  | John Isner                         | Filip Krajinović Stan Wawrinka       | Novak Đoković Igor Andriejew Viktor Troicki Richard Gasquet   |
| 3 maja  | Serbia Open Belgrad ATP World Tour 250                         | Santiago González Travis Rettenmaier | 7:6(6), 6:1       | Tomasz Bednarek Mateusz Kowalczyk  | Filip Krajinović Stan Wawrinka       | Novak Đoković Igor Andriejew Viktor Troicki Richard Gasquet   |
| 10 maja | Mutua Madrileña Madrid Open Madryt ATP World Tour Masters 1000 | Rafael Nadal                         | 6:4, 7:6(5)       | Roger Federer                      | David Ferrer Nicolás Almagro         | Ernests Gulbis Andy Murray Jürgen Melzer Gaël Monfils         |
| 10 maja | Mutua Madrileña Madrid Open Madryt ATP World Tour Masters 1000 | Bob Bryan Mike Bryan                 | 6:3, 6:4          | Daniel Nestor Nenad Zimonjić       | David Ferrer Nicolás Almagro         | Ernests Gulbis Andy Murray Jürgen Melzer Gaël Monfils         |
| 17 maja | Open de Nice Côte d’Azur Nicea ATP World Tour 250              | Richard Gasquet                      | 6:3, 5:7, 7:6(5)  | Fernando Verdasco                  | Potito Starace Leonardo Mayer        | Olivier Rochus Gaël Monfils Markos Pagdatis Serhij Stachowski |
| 17 maja | Open de Nice Côte d’Azur Nicea ATP World Tour 250              | Marcelo Melo Bruno Soares            | 1:6, 6:3, 10–5    | Rohan Bopanna Aisam-ul-Haq Qureshi | Potito Starace Leonardo Mayer        | Olivier Rochus Gaël Monfils Markos Pagdatis Serhij Stachowski |
| 24 maja | Roland Garros Paryż Wielki Szlem                               | Rafael Nadal                         | 6:4, 6:2, 6:4     | Robin Söderling                    | Tomáš Berdych Jürgen Melzer          | Roger Federer Novak Đoković Michaił Jużny Nicolás Almagro     |
| 24 maja | Roland Garros Paryż Wielki Szlem                               | Daniel Nestor Nenad Zimonjić         | 7:5, 6:2          | Lukáš Dlouhý Leander Paes          | Tomáš Berdych Jürgen Melzer          | Roger Federer Novak Đoković Michaił Jużny Nicolás Almagro     |

## Czerwiec
| Data       | Turniej                                           | Zwycięzcy                            | Wynik             | Finaliści                    | Półfinaliści                       | Ćwierćfinaliści                                              |
| ---------- | ------------------------------------------------- | ------------------------------------ | ----------------- | ---------------------------- | ---------------------------------- | ------------------------------------------------------------ |
| 7 czerwca  | Gerry Weber Open Halle ATP World Tour 250         | Lleyton Hewitt                       | 3:6, 7:6(4), 6:4  | Roger Federer                | Philipp Petzschner Benjamin Becker | Philipp Kohlschreiber Lukáš Lacko Andreas Beck Mischa Zverev |
| 7 czerwca  | Gerry Weber Open Halle ATP World Tour 250         | Michaił Jużny Serhij Stachowski      | 4:6, 7:5, 10–7    | Martin Damm Filip Polášek    | Philipp Petzschner Benjamin Becker | Philipp Kohlschreiber Lukáš Lacko Andreas Beck Mischa Zverev |
| 7 czerwca  | AEGON Championships Londyn ATP World Tour 250     | Sam Querrey                          | 7:6(3), 7:5       | Mardy Fish                   | Feliciano López Rainer Schüttler   | Rafael Nadal Michaël Llodra Dudi Sela Xavier Malisse         |
| 7 czerwca  | AEGON Championships Londyn ATP World Tour 250     | Novak Đoković Jonatan Erlich         | 6:7(6), 6:2, 10–3 | Karol Beck David Škoch       | Feliciano López Rainer Schüttler   | Rafael Nadal Michaël Llodra Dudi Sela Xavier Malisse         |
| 14 czerwca | UNICEF Open ’s-Hertogenbosch ATP World Tour 250   | Serhij Stachowski                    | 6:3, 6:0          | Janko Tipsarević             | Xavier Malisse Benjamin Becker     | Alejandro Falla Santiago Giraldo Simon Greul Peter Luczak    |
| 14 czerwca | UNICEF Open ’s-Hertogenbosch ATP World Tour 250   | Robert Lindstedt Horia Tecău         | 1:6, 7:5, 10–7    | Lukáš Dlouhý Leander Paes    | Xavier Malisse Benjamin Becker     | Alejandro Falla Santiago Giraldo Simon Greul Peter Luczak    |
| 14 czerwca | AEGON International Eastbourne ATP World Tour 250 | Michaël Llodra                       | 7:5, 6:2          | Guillermo García-López       | Denis Istomin Ołeksandr Dołgopołow | Illa Marczenko Julien Benneteau Gilles Simon James Ward      |
| 14 czerwca | AEGON International Eastbourne ATP World Tour 250 | Mariusz Fyrstenberg Marcin Matkowski | 6:3, 5:7, 10–8    | Colin Fleming Ken Skupski    | Denis Istomin Ołeksandr Dołgopołow | Illa Marczenko Julien Benneteau Gilles Simon James Ward      |
| 24 czerwca | Wimbledon Londyn Wielki Szlem                     | Rafael Nadal                         | 6:3, 7:5, 6:4     | Tomáš Berdych                | Novak Đoković Andy Murray          | Roger Federer Lu Yen-hsun Jo-Wilfried Tsonga Robin Söderling |
| 24 czerwca | Wimbledon Londyn Wielki Szlem                     | Jürgen Melzer Philipp Petzschner     | 6:1, 7:5, 7:5     | Robert Lindstedt Horia Tecău | Novak Đoković Andy Murray          | Roger Federer Lu Yen-hsun Jo-Wilfried Tsonga Robin Söderling |

## Lipiec
| Data     | Turniej                                                                 | Zwycięzca                       | Wynik              | Finaliści                            | Półfinaliści                             | Ćwierćfinaliści                                                     |
| -------- | ----------------------------------------------------------------------- | ------------------------------- | ------------------ | ------------------------------------ | ---------------------------------------- | ------------------------------------------------------------------- |
| 5 lipca  | Campbell's Hall of Fame Tennis Championships Newport ATP World Tour 250 | Mardy Fish                      | 5:7, 6:3, 6:4      | Olivier Rochus                       | Brian Dabul Richard Bloomfield           | Dustin Brown Raven Klaasen Frank Dancevic Ryan Harrison             |
| 5 lipca  | Campbell's Hall of Fame Tennis Championships Newport ATP World Tour 250 | Carsten Ball Chris Guccione     | 6:3, 6:4           | Santiago González Travis Rettenmaier | Brian Dabul Richard Bloomfield           | Dustin Brown Raven Klaasen Frank Dancevic Ryan Harrison             |
| 12 lipca | Mercedes Cup Stuttgart ATP World Tour 250                               | Albert Montañés                 | 6:2, 1:2 krecz     | Gaël Monfils                         | Daniel Gimeno-Traver Juan Carlos Ferrero | Marco Chiudinelli Florian Mayer Simon Greul Jürgen Melzer           |
| 12 lipca | Mercedes Cup Stuttgart ATP World Tour 250                               | Carlos Berlocq Eduardo Schwank  | 7:6(5), 7:6(6)     | Christopher Kas Philipp Petzschner   | Daniel Gimeno-Traver Juan Carlos Ferrero | Marco Chiudinelli Florian Mayer Simon Greul Jürgen Melzer           |
| 12 lipca | SkiStar Swedish Open Båstad ATP World Tour 250                          | Nicolás Almagro                 | 7:5, 3:6, 6:2      | Robin Söderling                      | David Ferrer Tommy Robredo               | Andreas Seppi Pablo Cuevas Franko Škugor Fernando Verdasco          |
| 12 lipca | SkiStar Swedish Open Båstad ATP World Tour 250                          | Robert Lindstedt Horia Tecău    | 6:4, 7:5           | Andreas Seppi Simone Vagnozzi        | David Ferrer Tommy Robredo               | Andreas Seppi Pablo Cuevas Franko Škugor Fernando Verdasco          |
| 19 lipca | International German Open Hamburg ATP World Tour 500                    | Andriej Gołubiew                | 6:3, 7:5           | Jürgen Melzer                        | Florian Mayer Andreas Seppi              | Denis Istomin Juan Carlos Ferrero Potito Starace Thomaz Bellucci    |
| 19 lipca | International German Open Hamburg ATP World Tour 500                    | Marc López David Marrero        | 6:3, 2:6, 10–8     | Jérémy Chardy Paul-Henri Mathieu     | Florian Mayer Andreas Seppi              | Denis Istomin Juan Carlos Ferrero Potito Starace Thomaz Bellucci    |
| 19 lipca | Atlanta Tennis Championships Atlanta ATP World Tour 250                 | Mardy Fish                      | 4:6, 6:4, 7:6(4)   | John Isner                           | Andy Roddick Kevin Anderson              | Xavier Malisse Taylor Dent Lukáš Lacko Michael Russell              |
| 19 lipca | Atlanta Tennis Championships Atlanta ATP World Tour 250                 | Scott Lipsky Rajeev Ram         | 6:3, 6:7(4), 12–10 | Rohan Bopanna Kristof Vliegen        | Andy Roddick Kevin Anderson              | Xavier Malisse Taylor Dent Lukáš Lacko Michael Russell              |
| 26 lipca | Allianz Suisse Open Gstaad Gstaad ATP World Tour 250                    | Nicolás Almagro                 | 7:5, 6:1           | Richard Gasquet                      | Jurij Szczukin Daniel Gimeno-Traver      | Michaił Jużny Albert Montañés Jérémy Chardy Igor Andriejew          |
| 26 lipca | Allianz Suisse Open Gstaad Gstaad ATP World Tour 250                    | Johan Brunström Jarkko Nieminen | 6:3, 6:7(4), 11–9  | Marcelo Melo Bruno Soares            | Jurij Szczukin Daniel Gimeno-Traver      | Michaił Jużny Albert Montañés Jérémy Chardy Igor Andriejew          |
| 26 lipca | Farmers Classic Los Angeles ATP World Tour 250                          | Sam Querrey                     | 5:7, 7:6(3), 6:3   | Andy Murray                          | Feliciano López Janko Tipsarević         | Alejandro Falla James Blake Markos Pagdatis Rainer Schüttler        |
| 26 lipca | Farmers Classic Los Angeles ATP World Tour 250                          | Bob Bryan Mike Bryan            | 6:7(6), 6:2, 10–7  | Eric Butorac Jean-Julien Rojer       | Feliciano López Janko Tipsarević         | Alejandro Falla James Blake Markos Pagdatis Rainer Schüttler        |
| 26 lipca | Studena Croatia Open Umag Umag ATP World Tour 250                       | Juan Carlos Ferrero             | 6:4, 6:4           | Potito Starace                       | Juan Ignacio Chela Andreas Seppi         | Nikołaj Dawydienko Ivan Ljubičić Ołeksandr Dołhopołow Jürgen Melzer |
| 26 lipca | Studena Croatia Open Umag Umag ATP World Tour 250                       | Leoš Friedl Filip Polášek       | 6:3, 7:6(7)        | František Čermák Michal Mertiňák     | Juan Ignacio Chela Andreas Seppi         | Nikołaj Dawydienko Ivan Ljubičić Ołeksandr Dołhopołow Jürgen Melzer |

## Sierpień
| Data        | Turniej                                                                           | Zwycięzca                    | Wynik               | Finaliści                          | Półfinaliści                    | Ćwierćfinaliści                                                      |
| ----------- | --------------------------------------------------------------------------------- | ---------------------------- | ------------------- | ---------------------------------- | ------------------------------- | -------------------------------------------------------------------- |
| 2 sierpnia  | Legg Mason Tennis Classic Waszyngton ATP World Tour 500                           | David Nalbandian             | 6:2, 7:6(4)         | Markos Pagdatis                    | Xavier Malisse Marin Čilić      | Tomáš Berdych Fernando Verdasco Janko Tipsarević Gilles Simon        |
| 2 sierpnia  | Legg Mason Tennis Classic Waszyngton ATP World Tour 500                           | Mardy Fish Mark Knowles      | 4:6, 7:6(6), 10–7   | Tomáš Berdych Radek Štěpánek       | Xavier Malisse Marin Čilić      | Tomáš Berdych Fernando Verdasco Janko Tipsarević Gilles Simon        |
| 9 sierpnia  | Rogers Cup Montreal ATP World Tour Masters 1000                                   | Andy Murray                  | 7:5, 7:5            | Roger Federer                      | Rafael Nadal Novak Đoković      | Philipp Kohlschreiber David Nalbandian Tomáš Berdych Jérémy Chardy   |
| 9 sierpnia  | Rogers Cup Montreal ATP World Tour Masters 1000                                   | Bob Bryan Mike Bryan         | 7:5, 6:3            | Julien Benneteau Michaël Llodra    | Rafael Nadal Novak Đoković      | Philipp Kohlschreiber David Nalbandian Tomáš Berdych Jérémy Chardy   |
| 16 sierpnia | Western & Southern Financial Group Masters Cincinnati ATP World Tour Masters 1000 | Roger Federer                | 6:7(5), 7:6(1), 6:4 | Mardy Fish                         | Markos Pagdatis Andy Roddick    | Rafael Nadal Nikołaj Dawydienko Andy Murray Novak Đoković            |
| 16 sierpnia | Western & Southern Financial Group Masters Cincinnati ATP World Tour Masters 1000 | Bob Bryan Mike Bryan         | 6:3, 6:4            | Mahesh Bhupathi Maks Mirny         | Markos Pagdatis Andy Roddick    | Rafael Nadal Nikołaj Dawydienko Andy Murray Novak Đoković            |
| 23 sierpnia | Pilot Pen Tennis New Haven ATP World Tour 250                                     | Serhij Stachowski            | 3:6, 6:3, 6:4       | Denis Istomin                      | Thiemo de Bakker Viktor Troicki | Markos Pagdatis Jewgienij Korolow Radek Štěpánek Tejmuraz Gabaszwili |
| 23 sierpnia | Pilot Pen Tennis New Haven ATP World Tour 250                                     | Robert Lindstedt Horia Tecău | 6:4, 7:5            | Rohan Bopanna Aisam-ul-Haq Qureshi | Thiemo de Bakker Viktor Troicki | Markos Pagdatis Jewgienij Korolow Radek Štěpánek Tejmuraz Gabaszwili |
| 30 sierpnia | US Open Nowy Jork Wielki Szlem                                                    | Rafael Nadal                 | 6:4, 5:7, 6:4, 6:2  | Novak Đoković                      | Michaił Jużny Roger Federer     | Fernando Verdasco Stan Wawrinka Gaël Monfils Robin Söderling         |
| 30 sierpnia | US Open Nowy Jork Wielki Szlem                                                    | Bob Bryan Mike Bryan         | 7:6(5), 7:6(4)      | Rohan Bopanna Aisam-ul-Haq Qureshi | Michaił Jużny Roger Federer     | Fernando Verdasco Stan Wawrinka Gaël Monfils Robin Söderling         |

## Wrzesień
| Data        | Turniej                                               | Zwycięzca                        | Wynik               | Finaliści                            | Półfinaliści                          | Ćwierćfinaliści                                              |
| ----------- | ----------------------------------------------------- | -------------------------------- | ------------------- | ------------------------------------ | ------------------------------------- | ------------------------------------------------------------ |
| 20 września | Open de Moselle Metz ATP World Tour 250               | Gilles Simon                     | 6:3, 6:2            | Mischa Zverev                        | Philipp Kohlschreiber Richard Gasquet | Marin Čilić Xavier Malisse Tommy Robredo Jarkko Nieminen     |
| 20 września | Open de Moselle Metz ATP World Tour 250               | Dustin Brown Rogier Wassen       | 6:3, 6:3            | Marcelo Melo Bruno Soares            | Philipp Kohlschreiber Richard Gasquet | Marin Čilić Xavier Malisse Tommy Robredo Jarkko Nieminen     |
| 20 września | BCR Open Romania Bukareszt ATP World Tour 250         | Juan Ignacio Chela               | 7:5, 6:1            | Pablo Andújar                        | Albert Montañés Marcel Granollers     | Jérémy Chardy Björn Phau Potito Starace Pablo Cuevas         |
| 20 września | BCR Open Romania Bukareszt ATP World Tour 250         | Juan Ignacio Chela Łukasz Kubot  | 6:2, 5:7, 13–11     | Marcel Granollers Santiago Ventura   | Albert Montañés Marcel Granollers     | Jérémy Chardy Björn Phau Potito Starace Pablo Cuevas         |
| 27 września | PTT Thailand Open Bangkok ATP World Tour 250          | Guillermo García-López           | 6:4, 3:6, 6:4       | Jarkko Nieminen                      | Rafael Nadal Benjamin Becker          | Michaił Kukuszkin Ernests Gulbis Jürgen Melzer Daniel Brands |
| 27 września | PTT Thailand Open Bangkok ATP World Tour 250          | Christopher Kas Viktor Troicki   | 6:4, 6:4            | Jonatan Erlich Jürgen Melzer         | Rafael Nadal Benjamin Becker          | Michaił Kukuszkin Ernests Gulbis Jürgen Melzer Daniel Brands |
| 27 września | Proton Malaysian Open Kuala Lumpur ATP World Tour 250 | Michaił Jużny                    | 6:7(2), 6:2, 7:6(3) | Andriej Gołubiew                     | David Ferrer Igor Andriejew           | Robin Söderling Tomáš Berdych Markos Pagdatis Milos Raonic   |
| 27 września | Proton Malaysian Open Kuala Lumpur ATP World Tour 250 | František Čermák Michal Mertiňák | 7:6(3), 7:6(5)      | Mariusz Fyrstenberg Marcin Matkowski | David Ferrer Igor Andriejew           | Robin Söderling Tomáš Berdych Markos Pagdatis Milos Raonic   |

## Październik
| Data            | Turniej                                                          | Zwycięzca                        | Wynik                | Finaliści                            | Półfinaliści                       | Ćwierćfinaliści                                                         |
| --------------- | ---------------------------------------------------------------- | -------------------------------- | -------------------- | ------------------------------------ | ---------------------------------- | ----------------------------------------------------------------------- |
| 4 października  | Rakuten Japan Open Tennis Championships Tokio ATP World Tour 500 | Rafael Nadal                     | 6:1, 7:5             | Gaël Monfils                         | Viktor Troicki Radek Štěpánek      | Dmitrij Tursunow Guillermo García-López Jarkko Nieminen Andy Roddick    |
| 4 października  | Rakuten Japan Open Tennis Championships Tokio ATP World Tour 500 | Eric Butorac Jean-Julien Rojer   | 6:3, 6:2             | Andreas Seppi Dmitrij Tursunow       | Viktor Troicki Radek Štěpánek      | Dmitrij Tursunow Guillermo García-López Jarkko Nieminen Andy Roddick    |
| 4 października  | China Open Pekin ATP World Tour 500                              | Novak Đoković                    | 6:2, 6:4             | David Ferrer                         | John Isner Ivan Ljubičić           | Gilles Simon Nikołaj Dawydienko Robin Söderling Andy Murray             |
| 4 października  | China Open Pekin ATP World Tour 500                              | Bob Bryan Mike Bryan             | 6:1, 7:6(5)          | Mariusz Fyrstenberg Marcin Matkowski | John Isner Ivan Ljubičić           | Gilles Simon Nikołaj Dawydienko Robin Söderling Andy Murray             |
| 11 października | Shanghai Rolex Masters Szanghaj ATP World Tour Masters 1000      | Andy Murray                      | 6:3, 6:2             | Roger Federer                        | Juan Mónaco Novak Đoković          | Jürgen Melzer Jo-Wilfried Tsonga Robin Söderling Guillermo García-López |
| 11 października | Shanghai Rolex Masters Szanghaj ATP World Tour Masters 1000      | Jürgen Melzer Leander Paes       | 7:5, 4:6, 10–5       | Mariusz Fyrstenberg Marcin Matkowski | Juan Mónaco Novak Đoković          | Jürgen Melzer Jo-Wilfried Tsonga Robin Söderling Guillermo García-López |
| 18 października | Kremlin Cup Moskwa ATP World Tour 250                            | Viktor Troicki                   | 3:6, 6:4, 6:3        | Markos Pagdatis                      | Pablo Cuevas Denis Istomin         | Radek Štěpánek Horacio Zeballos Ołeksandr Dołhopołow Igor Kunicyn       |
| 18 października | Kremlin Cup Moskwa ATP World Tour 250                            | Igor Kunicyn Dmitrij Tursunow    | 7:6(8), 6:3          | Janko Tipsarević Viktor Troicki      | Pablo Cuevas Denis Istomin         | Radek Štěpánek Horacio Zeballos Ołeksandr Dołhopołow Igor Kunicyn       |
| 18 października | If Stockholm Open Sztokholm ATP World Tour 250                   | Roger Federer                    | 6:4, 6:3             | Florian Mayer                        | Ivan Ljubičić Jarkko Nieminen      | Stan Wawrinka Ivan Dodig James Blake Robin Söderling                    |
| 18 października | If Stockholm Open Sztokholm ATP World Tour 250                   | Eric Butorac Jean-Julien Rojer   | 6:3, 6:4             | Johan Brunström Jarkko Nieminen      | Ivan Ljubičić Jarkko Nieminen      | Stan Wawrinka Ivan Dodig James Blake Robin Söderling                    |
| 25 października | St. Petersburg Open Petersburg ATP World Tour 250                | Michaił Kukuszkin                | 6:3, 7:6(2)          | Michaił Jużny                        | Dmitrij Tursunow Illa Marczenko    | Victor Hănescu Ołeksandr Dołhopołow Janko Tipsarević Benjamin Becker    |
| 25 października | St. Petersburg Open Petersburg ATP World Tour 250                | Daniele Bracciali Potito Starace | 7:6(6), 7:6(5)       | Rohan Bopanna Aisam-ul-Haq Qureshi   | Dmitrij Tursunow Illa Marczenko    | Victor Hănescu Ołeksandr Dołhopołow Janko Tipsarević Benjamin Becker    |
| 25 października | Bank Austria-TennisTrophy Wiedeń ATP World Tour 250              | Jürgen Melzer                    | 6:7(10), 7:6(4), 6:4 | Andreas Haider-Maurer                | Nicolás Almagro Michael Berrer     | Philipp Kohlschreiber Juan Ignacio Chela Markos Pagdatis Marin Čilić    |
| 25 października | Bank Austria-TennisTrophy Wiedeń ATP World Tour 250              | Daniel Nestor Nenad Zimonjić     | 7:5, 3:6, 10–5       | Mariusz Fyrstenberg Marcin Matkowski | Nicolás Almagro Michael Berrer     | Philipp Kohlschreiber Juan Ignacio Chela Markos Pagdatis Marin Čilić    |
| 25 października | Open Sud de France Montpellier ATP World Tour 250                | Gaël Monfils                     | 6:2, 5:7, 6:1        | Ivan Ljubičić                        | Albert Montañés Jo-Wilfried Tsonga | Nikołaj Dawydienko Jarkko Nieminen John Isner Gilles Simon              |
| 25 października | Open Sud de France Montpellier ATP World Tour 250                | Stephen Huss Ross Hutchins       | 6:2, 4:6, 10–7       | Marc López Eduardo Schwank           | Albert Montañés Jo-Wilfried Tsonga | Nikołaj Dawydienko Jarkko Nieminen John Isner Gilles Simon              |

## Listopad
| Data         | Turniej                                               | Zwycięzca                    | Wynik             | Finaliści                    | Półfinaliści                 | Ćwierćfinaliści                                             |
| ------------ | ----------------------------------------------------- | ---------------------------- | ----------------- | ---------------------------- | ---------------------------- | ----------------------------------------------------------- |
| 1 listopada  | Valencia Open 500 Walencja ATP World Tour 500         | David Ferrer                 | 7:5, 6:3          | Marcel Granollers            | Gilles Simon Robin Söderling | Gaël Monfils Potito Starace Nikołaj Dawydienko Juan Mónaco  |
| 1 listopada  | Valencia Open 500 Walencja ATP World Tour 500         | Andy Murray Jamie Murray     | 7:6(8), 5:7, 10–7 | Mahesh Bhupathi Maks Mirny   | Gilles Simon Robin Söderling | Gaël Monfils Potito Starace Nikołaj Dawydienko Juan Mónaco  |
| 1 listopada  | Swiss Indoors Basel Bazylea ATP World Tour 500        | Roger Federer                | 6:4, 3:6, 6:1     | Novak Đoković                | Andy Roddick Viktor Troicki  | Radek Štěpánek David Nalbandian Richard Gasquet Robin Haase |
| 1 listopada  | Swiss Indoors Basel Bazylea ATP World Tour 500        | Bob Bryan Mike Bryan         | 6:3, 3:6, 10–3    | Daniel Nestor Nenad Zimonjić | Andy Roddick Viktor Troicki  | Radek Štěpánek David Nalbandian Richard Gasquet Robin Haase |
| 8 listopada  | BNP Paribas Masters Paryż ATP World Tour Masters 1000 | Robin Söderling              | 6:1, 7:6(1)       | Gaël Monfils                 | Roger Federer Michaël Llodra | Nikołaj Dawydienko Jürgen Melzer Andy Murray Andy Roddick   |
| 8 listopada  | BNP Paribas Masters Paryż ATP World Tour Masters 1000 | Mahesh Bhupathi Maks Mirny   | 7:5, 7:5          | Mark Knowles Andy Ram        | Roger Federer Michaël Llodra | Nikołaj Dawydienko Jürgen Melzer Andy Murray Andy Roddick   |
| 22 listopada | ATP World Tour Finals Londyn ATP World Tour Finals    | Roger Federer                | 6:3, 3:6, 6:1     | Rafael Nadal                 | Andy Murray Novak Đoković    | Robin Söderling David Ferrer Tomáš Berdych Andy Roddick     |
| 22 listopada | ATP World Tour Finals Londyn ATP World Tour Finals    | Daniel Nestor Nenad Zimonjić | 7:6(6), 6:4       | Mahesh Bhupathi Maks Mirny   | Andy Murray Novak Đoković    | Robin Söderling David Ferrer Tomáš Berdych Andy Roddick     |

## Wygrane turnieje
Stan na koniec sezonu

### gra pojedyncza – klasyfikacja tenisistów
| Lp | Wygrane | Tenisista              | Państwo           |
| 1  | 7       | Rafael Nadal           | Hiszpania         |
| 2  | 5       | Roger Federer          | Szwajcaria        |
| 3  | 4       | Sam Querrey            | Stany Zjednoczone |
| 4  | 3       | Juan Carlos Ferrero    | Hiszpania         |
| 5  | 2       | Marin Čilić            | Chorwacja         |
|    | 2       | Andy Roddick           | Stany Zjednoczone |
|    | 2       | Fernando Verdasco      | Hiszpania         |
|    | 2       | Michaël Llodra         | Francja           |
|    | 2       | Albert Montañés        | Hiszpania         |
|    | 2       | Mardy Fish             | Stany Zjednoczone |
|    | 2       | Nicolás Almagro        | Hiszpania         |
|    | 2       | Serhij Stachowski      | Ukraina           |
|    | 2       | Juan Ignacio Chela     | Argentyna         |
|    | 2       | Michaił Jużny          | Rosja             |
|    | 2       | Novak Đoković          | Serbia            |
|    | 2       | Andy Murray            | Wielka Brytania   |
|    | 2       | David Ferrer           | Hiszpania         |
|    | 2       | Robin Söderling        | Szwecja           |
| 6  | 1       | Nikołaj Dawydienko     | Rosja             |
|    | 1       | John Isner             | Stany Zjednoczone |
|    | 1       | Markos Pagdatis        | Cypr              |
|    | 1       | Feliciano López        | Hiszpania         |
|    | 1       | Thomaz Bellucci        | Brazylia          |
|    | 1       | Ernests Gulbis         | Łotwa             |
|    | 1       | Ivan Ljubičić          | Chorwacja         |
|    | 1       | Stan Wawrinka          | Szwajcaria        |
|    | 1       | Richard Gasquet        | Francja           |
|    | 1       | Lleyton Hewitt         | Australia         |
|    | 1       | Andriej Gołubiew       | Kazachstan        |
|    | 1       | David Nalbandian       | Argentyna         |
|    | 1       | Gilles Simon           | Francja           |
|    | 1       | Guillermo García-López | Hiszpania         |
|    | 1       | Viktor Troicki         | Serbia            |
|    | 1       | Michaił Kukuszkin      | Kazachstan        |
|    | 1       | Jürgen Melzer          | Austria           |
|    | 1       | Gaël Monfils           | Francja           |

### gra pojedyncza – klasyfikacja państw
| Lp | Państwo           | Turnieje |
| 1  | Hiszpania         | 20       |
| 2  | Stany Zjednoczone | 9        |
| 3  | Szwajcaria        | 6        |
| 4  | Francja           | 5        |
| 5  | Chorwacja         | 3        |
|    | Argentyna         | 3        |
|    | Rosja             | 3        |
|    | Serbia            | 3        |
| 6  | Ukraina           | 2        |
|    | Wielka Brytania   | 2        |
|    | Kazachstan        | 2        |
|    | Szwecja           | 2        |
| 7  | Cypr              | 1        |
|    | Brazylia          | 1        |
|    | Łotwa             | 1        |
|    | Australia         | 1        |
|    | Austria           | 1        |

### gra podwójna – klasyfikacja tenisistów
| Lp | Wygrane | Tenisista              | Państwo             |
| 1  | 11      | Bob Bryan              | Stany Zjednoczone   |
|    | 11      | Mike Bryan             | Stany Zjednoczone   |
| 2  | 7       | Nenad Zimonjić         | Serbia              |
|    | 7       | Daniel Nestor          | Kanada              |
| 3  | 5       | Horia Tecău            | Rumunia             |
| 4  | 3       | Oliver Marach          | Austria             |
|    | 3       | Marc López             | Hiszpania           |
|    | 3       | Robert Lindstedt       | Szwecja             |
|    | 3       | Łukasz Kubot           | Polska              |
|    | 3       | Jürgen Melzer          | Austria             |
| 5  | 2       | Marcel Granollers      | Hiszpania           |
|    | 2       | Sam Querrey            | Stany Zjednoczone   |
|    | 2       | Santiago Ventura       | Hiszpania           |
|    | 2       | Philipp Petzschner     | Niemcy              |
|    | 2       | David Marrero          | Hiszpania           |
|    | 2       | Mardy Fish             | Stany Zjednoczone   |
|    | 2       | Leander Paes           | Indie               |
|    | 2       | Eric Butorac           | Stany Zjednoczone   |
|    | 2       | Jean-Julien Rojer      | Antyle Holenderskie |
| 6  | 1       | Jérémy Chardy          | Francja             |
|    | 1       | Marc Gicquel           | Francja             |
|    | 1       | Guillermo García-López | Hiszpania           |
|    | 1       | Albert Montañés        | Hiszpania           |
|    | 1       | Marcus Daniell         | Nowa Zelandia       |
|    | 1       | Rohan Bopanna          | Indie               |
|    | 1       | Aisam-ul-Haq Qureshi   | Pakistan            |
|    | 1       | Pablo Cuevas           | Urugwaj             |
|    | 1       | Julien Benneteau       | Francja             |
|    | 1       | Michaël Llodra         | Francja             |
|    | 1       | John Isner             | Stany Zjednoczone   |
|    | 1       | Sebastián Prieto       | Argentyna           |
|    | 1       | Horacio Zeballos       | Argentyna           |
|    | 1       | Simon Aspelin          | Szwecja             |
|    | 1       | Paul Hanley            | Australia           |
|    | 1       | Rafael Nadal           | Hiszpania           |
|    | 1       | Lukáš Dlouhý           | Czechy              |
|    | 1       | Robert Lindstedt       | Szwecja             |
|    | 1       | Santiago González      | Meksyk              |
|    | 1       | Travis Rettenmaier     | Stany Zjednoczone   |
|    | 1       | Marcelo Melo           | Brazylia            |
|    | 1       | Bruno Soares           | Brazylia            |
|    | 1       | Michaił Jużny          | Rosja               |
|    | 1       | Serhij Stachowski      | Ukraina             |
|    | 1       | Novak Đoković          | Serbia              |
|    | 1       | Jonatan Erlich         | Izrael              |
|    | 1       | Mariusz Fyrstenberg    | Polska              |
|    | 1       | Marcin Matkowski       | Polska              |
|    | 1       | Carsten Ball           | Australia           |
|    | 1       | Chris Guccione         | Australia           |
|    | 1       | Carlos Berlocq         | Argentyna           |
|    | 1       | Eduardo Schwank        | Argentyna           |
|    | 1       | Scott Lipsky           | Stany Zjednoczone   |
|    | 1       | Rajeev Ram             | Stany Zjednoczone   |
|    | 1       | Johan Brunström        | Szwecja             |
|    | 1       | Jarkko Nieminen        | Finlandia           |
|    | 1       | Leoš Friedl            | Czechy              |
|    | 1       | Filip Polášek          | Słowacja            |
|    | 1       | Mark Knowles           | Bahamy              |
|    | 1       | Juan Ignacio Chela     | Argentyna           |
|    | 1       | Dustin Brown           | Jamajka             |
|    | 1       | Rogier Wassen          | Holandia            |
|    | 1       | Christopher Kas        | Niemcy              |
|    | 1       | Viktor Troicki         | Serbia              |
|    | 1       | František Čermák       | Czechy              |
|    | 1       | Michal Mertiňák        | Słowacja            |
|    | 1       | Igor Kunicyn           | Rosja               |
|    | 1       | Dmitrij Tursunow       | Rosja               |
|    | 1       | Daniele Bracciali      | Włochy              |
|    | 1       | Potito Starace         | Włochy              |
|    | 1       | Stephen Huss           | Australia           |
|    | 1       | Ross Hutchins          | Wielka Brytania     |
|    | 1       | Andy Murray            | Wielka Brytania     |
|    | 1       | Jamie Murray           | Wielka Brytania     |
|    | 1       | Mahesh Bhupathi        | Indie               |
|    | 1       | Maks Mirny             | Białoruś            |

### gra podwójna – klasyfikacja państw
| Lp | Państwo             | Turnieje |
| 1  | Stany Zjednoczone   | 32       |
| 2  | Hiszpania           | 12       |
| 3  | Serbia              | 9        |
| 4  | Kanada              | 7        |
| 5  | Szwecja             | 6        |
|    | Austria             | 6        |
| 6  | Rumunia             | 5        |
|    | Polska              | 5        |
|    | Argentyna           | 5        |
| 7  | Francja             | 4        |
|    | Australia           | 4        |
|    | Indie               | 4        |
| 8  | Niemcy              | 3        |
|    | Czechy              | 3        |
|    | Rosja               | 3        |
|    | Wielka Brytania     | 3        |
| 9  | Brazylia            | 2        |
|    | Słowacja            | 2        |
|    | Antyle Holenderskie | 2        |
|    | Włochy              | 2        |
| 10 | Nowa Zelandia       | 1        |
|    | Pakistan            | 1        |
|    | Urugwaj             | 1        |
|    | Meksyk              | 1        |
|    | Ukraina             | 1        |
|    | Izrael              | 1        |
|    | Finlandia           | 1        |
|    | Bahamy              | 1        |
|    | Jamajka             | 1        |
|    | Holandia            | 1        |
|    | Białoruś            | 1        |

### ogólna klasyfikacja tenisistów
| Lp | Tenisista              | Singel | Debel | Mikst | Suma |
| 1  | Rafael Nadal           | 7      | 1     | 0     | 8    |
| 2  | Roger Federer          | 5      | 0     | 0     | 5    |
| 3  | Sam Querrey            | 4      | 2     | 0     | 6    |
| 4  | Albert Montañés        | 3      | 1     | 0     | 4    |
| 5  | Juan Carlos Ferrero    | 3      | 0     | 0     | 3    |
| 6  | Mardy Fish             | 2      | 2     | 0     | 4    |
| 7  | Michaël Llodra         | 2      | 1     | 0     | 3    |
|    | Serhij Stachowski      | 2      | 1     | 0     | 3    |
|    | Juan Ignacio Chela     | 2      | 1     | 0     | 3    |
|    | Michaił Jużny          | 2      | 1     | 0     | 3    |
|    | Novak Đoković          | 2      | 1     | 0     | 3    |
|    | Andy Murray            | 2      | 1     | 0     | 3    |
| 8  | Marin Čilić            | 2      | 0     | 0     | 2    |
|    | Andy Roddick           | 2      | 0     | 0     | 2    |
|    | Fernando Verdasco      | 2      | 0     | 0     | 2    |
|    | David Ferrer           | 2      | 0     | 0     | 2    |
|    | Robin Söderling        | 2      | 0     | 0     | 2    |
| 9  | Jürgen Melzer          | 1      | 3     | 0     | 4    |
| 10 | John Isner             | 1      | 1     | 0     | 2    |
|    | Guillermo García-López | 1      | 1     | 0     | 2    |
|    | Viktor Troicki         | 1      | 1     | 0     | 2    |
| 11 | Nikołaj Dawydienko     | 1      | 0     | 0     | 1    |
|    | Markos Pagdatis        | 1      | 0     | 0     | 1    |
|    | Feliciano López        | 1      | 0     | 0     | 1    |
|    | Thomaz Bellucci        | 1      | 0     | 0     | 1    |
|    | Ernests Gulbis         | 1      | 0     | 0     | 1    |
|    | Ivan Ljubičić          | 1      | 0     | 0     | 1    |
|    | Stan Wawrinka          | 1      | 0     | 0     | 1    |
|    | Richard Gasquet        | 1      | 0     | 0     | 1    |
|    | Lleyton Hewitt         | 1      | 0     | 0     | 1    |
|    | Nicolás Almagro        | 1      | 0     | 0     | 1    |
|    | Andriej Gołubiew       | 1      | 0     | 0     | 1    |
|    | David Nalbandian       | 1      | 0     | 0     | 1    |
|    | Gilles Simon           | 1      | 0     | 0     | 1    |
|    | Michaił Kukuszkin      | 1      | 0     | 0     | 1    |
|    | Gaël Monfils           | 1      | 0     | 0     | 1    |
| 12 | Bob Bryan              | 0      | 11    | 1     | 12   |
| 13 | Mike Bryan             | 0      | 11    | 0     | 11   |
| 14 | Nenad Zimonjić         | 0      | 7     | 1     | 8    |
| 15 | Daniel Nestor          | 0      | 7     | 0     | 7    |
| 16 | Horia Tecău            | 0      | 5     | 0     | 5    |
| 17 | Leander Paes           | 0      | 2     | 2     | 4    |
| 18 | Oliver Marach          | 0      | 3     | 0     | 3    |
|    | Marc López             | 0      | 3     | 0     | 3    |
|    | Robert Lindstedt       | 0      | 3     | 0     | 3    |
|    | Łukasz Kubot           | 0      | 3     | 0     | 3    |
| 19 | Marcel Granollers      | 0      | 2     | 0     | 2    |
|    | Santiago Ventura       | 0      | 2     | 0     | 2    |
|    | Philipp Petzschner     | 0      | 2     | 0     | 2    |
|    | David Marrero          | 0      | 2     | 0     | 2    |
|    | Eric Butorac           | 0      | 2     | 0     | 2    |
|    | Jean-Julien Rojer      | 0      | 2     | 0     | 2    |
| 20 | Jérémy Chardy          | 0      | 1     | 0     | 1    |
|    | Marc Gicquel           | 0      | 1     | 0     | 1    |
|    | Marcus Daniell         | 0      | 1     | 0     | 1    |
|    | Rohan Bopanna          | 0      | 1     | 0     | 1    |
|    | Aisam-ul-Haq Qureshi   | 0      | 1     | 0     | 1    |
|    | Pablo Cuevas           | 0      | 1     | 0     | 1    |
|    | Julien Benneteau       | 0      | 1     | 0     | 1    |
|    | Sebastián Prieto       | 0      | 1     | 0     | 1    |
|    | Horacio Zeballos       | 0      | 1     | 0     | 1    |
|    | Simon Aspelin          | 0      | 1     | 0     | 1    |
|    | Paul Hanley            | 0      | 1     | 0     | 1    |
|    | Lukáš Dlouhý           | 0      | 1     | 0     | 1    |
|    | Robert Lindstedt       | 0      | 1     | 0     | 1    |
|    | Travis Rettenmaier     | 0      | 1     | 0     | 1    |
|    | Santiago González      | 0      | 1     | 0     | 1    |
|    | Marcelo Melo           | 0      | 1     | 0     | 1    |
|    | Bruno Soares           | 0      | 1     | 0     | 1    |
|    | Jonatan Erlich         | 0      | 1     | 0     | 1    |
|    | Mariusz Fyrstenberg    | 0      | 1     | 0     | 1    |
|    | Marcin Matkowski       | 0      | 1     | 0     | 1    |
|    | Carsten Ball           | 0      | 1     | 0     | 1    |
|    | Chris Guccione         | 0      | 1     | 0     | 1    |
|    | Carlos Berlocq         | 0      | 1     | 0     | 1    |
|    | Eduardo Schwank        | 0      | 1     | 0     | 1    |
|    | Scott Lipsky           | 0      | 1     | 0     | 1    |
|    | Rajeev Ram             | 0      | 1     | 0     | 1    |
|    | Johan Brunström        | 0      | 1     | 0     | 1    |
|    | Jarkko Nieminen        | 0      | 1     | 0     | 1    |
|    | Leoš Friedl            | 0      | 1     | 0     | 1    |
|    | Filip Polášek          | 0      | 1     | 0     | 1    |
|    | Mark Knowles           | 0      | 1     | 0     | 1    |
|    | Dustin Brown           | 0      | 1     | 0     | 1    |
|    | Rogier Wassen          | 0      | 1     | 0     | 1    |
|    | Christopher Kas        | 0      | 1     | 0     | 1    |
|    | František Čermák       | 0      | 1     | 0     | 1    |
|    | Michal Mertiňák        | 0      | 1     | 0     | 1    |
|    | Igor Kunicyn           | 0      | 1     | 0     | 1    |
|    | Dmitrij Tursunow       | 0      | 1     | 0     | 1    |
|    | Daniele Bracciali      | 0      | 1     | 0     | 1    |
|    | Potito Starace         | 0      | 1     | 0     | 1    |
|    | Stephen Huss           | 0      | 1     | 0     | 1    |
|    | Ross Hutchins          | 0      | 1     | 0     | 1    |
|    | Jamie Murray           | 0      | 1     | 0     | 1    |
|    | Mahesh Bhupathi        | 0      | 1     | 0     | 1    |
|    | Maks Mirny             | 0      | 1     | 0     | 1    |

### ogólna klasyfikacja państw
| Lp | Państwo             | Singel | Debel | Mikst | Suma |
| 1  | Hiszpania           | 20     | 12    | 0     | 32   |
| 2  | Stany Zjednoczone   | 9      | 31    | 1     | 41   |
| 3  | Szwajcaria          | 6      | 0     | 0     | 6    |
| 4  | Francja             | 5      | 4     | 0     | 9    |
| 5  | Serbia              | 3      | 9     | 1     | 13   |
| 6  | Argentyna           | 3      | 5     | 0     | 8    |
| 7  | Rosja               | 3      | 3     | 0     | 6    |
| 8  | Chorwacja           | 3      | 0     | 0     | 3    |
| 9  | Szwecja             | 2      | 6     | 0     | 8    |
| 10 | Wielka Brytania     | 2      | 3     | 0     | 5    |
| 11 | Ukraina             | 2      | 1     | 0     | 3    |
| 12 | Kazachstan          | 2      | 0     | 0     | 2    |
| 13 | Austria             | 1      | 6     | 0     | 7    |
| 14 | Australia           | 1      | 4     | 0     | 5    |
| 15 | Brazylia            | 1      | 2     | 0     | 3    |
| 16 | Cypr                | 1      | 0     | 0     | 1    |
|    | Łotwa               | 1      | 0     | 0     | 1    |
| 17 | Kanada              | 0      | 7     | 0     | 7    |
| 18 | Rumunia             | 0      | 5     | 0     | 5    |
|    | Polska              | 0      | 5     | 0     | 5    |
| 19 | Indie               | 0      | 3     | 2     | 5    |
| 20 | Niemcy              | 0      | 3     | 0     | 3    |
|    | Czechy              | 0      | 3     | 0     | 3    |
| 21 | Słowacja            | 0      | 2     | 0     | 2    |
|    | Antyle Holenderskie | 0      | 2     | 0     | 2    |
|    | Włochy              | 0      | 2     | 0     | 2    |
| 22 | Nowa Zelandia       | 0      | 1     | 0     | 1    |
|    | Pakistan            | 0      | 1     | 0     | 1    |
|    | Urugwaj             | 0      | 1     | 0     | 1    |
|    | Meksyk              | 0      | 1     | 0     | 1    |
|    | Izrael              | 0      | 1     | 0     | 1    |
|    | Bahamy              | 0      | 1     | 0     | 1    |
|    | Jamajka             | 0      | 1     | 0     | 1    |
|    | Holandia            | 0      | 1     | 0     | 1    |
|    | Białoruś            | 0      | 1     | 0     | 1    |

## Obronione tytuły
- Marc Gicquel – Brisbane (debel)
- Marin Čilić – Chennai (singiel), Zagrzeb (singiel)
- Bob Bryan – Australian Open (debel), Delray Beach (debel), Houston (debel), Pekin (debel)
- Mike Bryan – Australian Open (debel), Delray Beach (debel), Houston (debel), Pekin (debel)
- Daniel Nestor – Rotterdam (debel), Monte Carlo (debel), Barcelona (debel)
- Nenad Zimonjić – Rotterdam (debel), Monte Carlo (debel), Barcelona (debel)
- Marcel Granollers – Costa do Sauípe (debel)
- Michaël Llodra – Marsylia (debel)
- Novak Đoković – Dubaj (singiel), Pekin (singiel)
- Rafael Nadal – Monte Carlo (singiel), Rzym (singiel)
- Albert Montañés – Estoril (singiel)
- Mariusz Fyrstenberg – Eastbourne (debel)
- Marcin Matkowski – Eastbourne (debel)
- Andy Murray – Toronto (singiel)